# Carolina Rispoli
Carolina Rispoli (Melfi, 9 maggio 1893 – Roma, 28 novembre 1991) è stata una scrittrice italiana.

## Biografia
Fece il suo esordio come scrittrice giovanissima, pubblicando la novella Lotta elettorale sulla rivista "Vita femminile italiana", con lo pseudonimo di Aurora Fiore e ricevendo i complimenti della redattrice, Sofia Bisi Albini che la accostò a Grazia Deledda. Continuò a scrivere su riviste varie. Nel 1916 pubblicò, a ventitré anni, il primo romanzo, Ragazze Da Marito con prefazione della stessa Bisi Albini.
Nel 1922 sposò il politico Raffaele Ciasca e, per motivi lavorativi del marito, visse prima a Genova e poi a Roma. L'anno successivo (1923) diede alle stampe il suo secondo romanzo Il nostro destino che fu apprezzato dalla critica. Altre opere della scrittrice sono Il tronco e l'edera (1927), La terra degli asfodeli (1933) e, nel 1938 l'ultimo romanzo La torre che non crolla.
Successivamente la Rispoli si dedicò esclusivamente alla scrittura di saggi, influenzata forse dal marito, insigne studioso e sensibile uomo politico. Dopo la morte del marito (avvenuta nel 1975) la Rispoli dedicò un saggio in sua memoria intitolato La giovinezza di Raffaele Ciasca tra Giustino Fortunato e Gaetano Salvemini (1977).
Morì a Roma nel 1991. A lei è stata intitolata la biblioteca comunale di Melfi. Fu madre della nota archeologa Antonia Ciasca.

## Opere
- Ragazze da marito (1916)
- Il nostro destino (1923)
- Il tronco e l'edera (1927)
- La terra degli asfodeli (1933)
- La torre che non crolla (1938)
- Uomini Oscuri del Mezzogiorno nel Risorgimento (1962)
- La giovinezza di Raffaele Ciasca tra Giustino Fortunato e Gaetano Salvemini (1977)